# Bastien Arnaud
Bastien Arnaud (* 24. Juni 1985) ist ein französischer Handballspieler.

## Karriere
Arnaud spielte in Frankreich von 2003 bis 2009 bei Sélestat AHB und danach zwei Jahre bei USAM Nîmes. 2011 wechselte er zum deutschen Zweitligisten DHC Rheinland. Im Oktober 2011 riss Arnaud im Spiel gegen den TV Emsdetten das Kreuzband, weshalb er erst im März 2013 sein nächstes Spiel bestritt – für den Drittligisten ART Düsseldorf, der den 1,99 Meter großen Kreisläufer bis zum Ende der Saison 2012/13 verpflichtet hatte. Zur darauf folgenden Saison wechselte Bastien Arnaud zum Erstligisten TV Großwallstadt.  Ende 2014 zog es den Franzosen zurück nach Dormagen. Dort unterschrieb er im Dezember einen Vertrag beim Zweitligisten TSV Bayer Dormagen. Anfang Juni 2015 gab der TSV Bayer Dormagen bekannt, dass der Vertrag des Kreisläufers nicht verlängert wird. Nachdem Arnaud anschließend vertragslos war, kehrte er im November 2015 zum ART Düsseldorf zurück. Im Januar 2017 schloss sich Arnaud der SG Ratingen 2011 an. Nachdem sich die SG Ratingen im Jahr 2021 aufgelöst hatte, geht er für den Nachfolgeverein interaktiv.Handball auf Torejegd.